# Los jefes (película)
Los jefes es una película dramática mexicana independiente de 2015, dirigida por Jesús «Chiva» Rodríguez, a partir de un guion escrito por Babo. Está protagonizada por los integrantes de Cartel de Santa.

## Argumento
La historia sigue a Poncho (Fernando Sosa), un adinerado estudiante de una prestigiosa universidad de Monterrey quien, se ve inmerso en el difícil y peligroso mundo del narcotráfico, todo debido a que decide acompañar a su amigo el Greñas (Emilio Salazar) a comprar marihuana por primera vez.

## Reparto
- Ricardo Arreola como el Loco
- Babo como el Perro
- Millonario como la Bomba
- Emilio Salazar como el Greñas
- Fernando Sosa como Poncho
- David Ramírez como Chiquilin
- Daniel Rodríguez como el Callado
- Mauricio Garza como el Diablo
- Román Rodríguez como el Chango
- Dharius como el Flaco
- Melanie Pavola como mamá de Poncho